# Культош
Культош — упразднённый населённый пункт (тип:усадьба) на территории Котельниковского сельского поселения Антроповского района Костромской области.   

## Название
Известна как Культош, Культошь, Култьино.

## География
Урочище находится в центральной части Костромской области, в подзоне южной тайги, на берегу реки Кусь. По данным 1907 года в 86 вёрстах от уездного города Макарьев. В 82-85 вёрстах от уездного города, на реке Кусь, находилась деревня   Красница, ныне урочище.

### Климат
Климат характеризуется как умеренно континентальный, с продолжительной холодной многоснежной зимой и коротким сравнительно тёплым летом. Среднегодовая температура воздуха — 2,5 °C. Средняя температура воздуха самого холодного месяца (января) — −12,6 °C (абсолютный минимум — −38 °C); самого тёплого месяца (июля) — 18,2 °C (абсолютный максимум — 36 °С). Годовое количество атмосферных осадков — 500—550 мм, из которых большая часть выпадает в тёплый период.

## История
Не упоминается в «Списке населенных мест Костромской губернии по сведениям 1870-72 годов».
В начале XX века усадьба входила в состав Кусской волости Макарьевского уезда Костромской губернии.
По церковно-административному делению усадьба относилась к приходу Воскресенской церкви в селе Пеньки, входившая в VI Галичский Благочиннический округ.

## Население
Постоянное население составляло 10 человек, из них по 5 мужчин и женщин (1897), 7 (1907).  

## Инфраструктура
Личное подсобное хозяйство с зоной сельскохозяйственного использования, индивидуальная застройка усадебного типа.
В 1907 году учтён 1 двор.